# روبرت نيكولاس
روبرت نيكولاس (بالإنجليزية: Robert C. Nicholas) (و. 1787 – 1857 م) هو سياسي من الولايات المتحدة الأمريكية .
تولى منصب عضو مجلس الشيوخ الأمريكي .وهو عضو في الحزب الديمقراطي الأمريكي .